# Алфьоров Аркадій Миколайович
Аркадій Миколайович Алфьоров (1814—1872) — колекціонер та дослідник гравюр; землевласник Сумського та Валківського повітів Харківської губернії.

## Життєпис
Народився 21 травня 1814 року у селі Попівка Сумського повіту Харківської губернії у родині архітектора та гравера Миколи Алфьорова.
Закінчивши навчання в одному з харківських пансіонів, вступив у 1832 році до Імператорського Харківського університету та закінчив його словесне відділення у 1836 році. З 14 квітня 1838 року працював почесним доглядачем Зміївського повітового училища.
Через хворобу залишив заняття малюванням.
З 1857 року до кінця свого життя Аркадій Алфьоров жив у Німеччині, поповнюючи свої зібрання гравюр та картин відомих художників.
Аркадій Алфьоров заповів свою колекцію, яка налічувала понад 3 тисячі екземплярів (від Дюрера та Ботічеллі до Брюллова та Айвазовського) Харківському університету. Пізніше колекція, опис якої займає 640 сторінок, стала значною частиною зібрання Харківського художнього музею; до музею надійшло 50 творів образотворчого мистецтва, 420 аркушів оригінальної графіки (малюнок, акварель) та близько 3 тис. гравюр західноєвропейських та російських майстрів XVI—XIX ст. Під час німецько-радянської війни колекція сильно постраждала: зараз вона налічує 18 творів образотворчого мистецтва, близько 150 аркушів оригінальної графіки та понад 2 тис. гравюр.

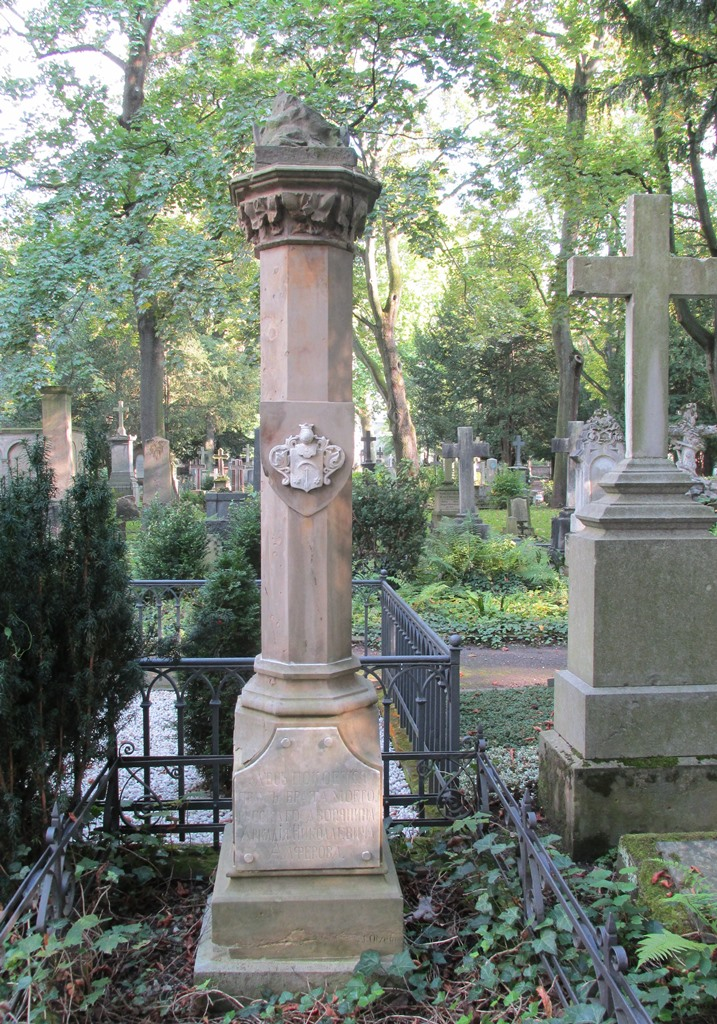
Пам'ятник Аркадію Алфьорову на Старому цвинтарі в Бонні, споруджений його братом.

Похований на Старому цвинтарі в Бонні.